# Munich (single)
Munich is een single van de Britse indierockband Editors. Het nummer komt van hun debuutalbum The Back Room en kwam uit op 2 januari 2006 als derde single van dit album. 

## Achtergrond
De single werd uitsluitend in Nederland een radiohit. Munich stond op 12 november 2005 één week op nummer 97 van de Nederlandse Single Top 100. In de Nederlandse Top 40 op Radio 538 en de publieke hitlijst; de Mega Top 50 op 3FM werd géén notering behaald.
In België behaalde de single géén notering in zowel de Vlaamse Ultratop 50 als de Vlaamse Radio 2 Top 30. Ook in Wallonië werd géén notering behaald.

## Nummers

### cd-single
1. "Munich"
2. "French Disko" (Stereolab cover)

### maxi cd-single
1. "Munich"
2. "Find Yourself A Safe Place"
3. "Munich" (Cicada Remix)
4. "Munich" (video)

### 7" vinylsingle
1. "Munich"
2. "Camera" (demo)

## NPO Radio 2 Top 2000
| Nummer met noteringen in de NPO Radio 2 Top 2000 | '18  | '19  | '20  | '21  | '22  | '23  | '24  |
| ------------------------------------------------ | ---- | ---- | ---- | ---- | ---- | ---- | ---- |
| Munich                                           | 1297 | 1375 | 1205 | 1205 | 1208 | 1062 | 1138 |

1. ↑  Een vetgedrukt getal geeft de hoogste notering aan.
2. ↑  2018 was het eerste jaar met een notering voor dit nummer.